# (7980) Сенкевич
(7980) Сенкевич (лат. Senkevich) — типичный астероид главного пояса, открыт 3 октября 1978 года советским астрономом Николаем Черных в Крымской астрофизической обсерватории и 24 июня 2002 года назван в честь учёного, тележурналиста и путешественника Юрия Сенкевича.

## Обнаружение и именование
(7980) Сенкевич
Открыт 3 октября 1978 года в Крымской астрофизической обсерватории Н. С. Черных.
Юрий Александрович Сенкевич (р. 1937) — научный сотрудник Института медико-биологических проблем Российской академии наук. Он готовил космические биологические эксперименты, работал на антарктической станции «Восток», принимал участие в трёх экспедициях Тура Хейердала и является популярным тележурналистом.
Оригинальный текст (англ.)7980 Senkevich
Discovered 1978 Oct. 3 by N. S. Chernykh at the Crimean Astrophysical Observatory.
Yurij Aleksandrovich Senkevich (b. 1937) is a scientist at the Institute of Medical and Biological Problems of the Russian Academy of Sciences. He prepared space biological experiments, worked at the Antarctic station «Vostok», took part in three of Thor Heyerdahlʹs expeditions and is a popular television journalist.
Источники: REF: 20020624/MPCPages.arc; M.P.C. 46009.

## Орбита

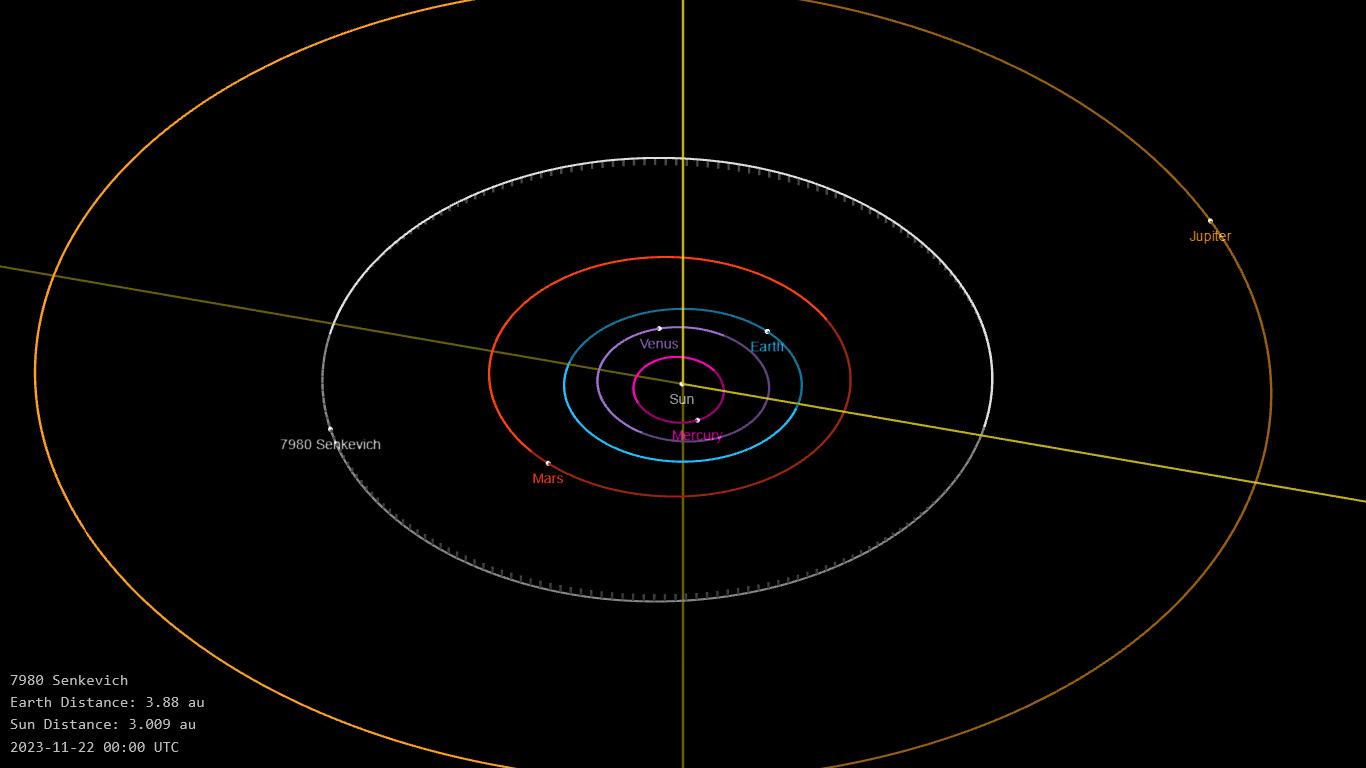
Орбита астероида Сенкевич и его положение в Солнечной системе

## Физические характеристики
Из наблюдений системы телескопов панорамного обзора и быстрого реагирования Pan-STARRS следует, что астероид относится к таксономическому классу S.
По результатам наблюдений в видимом и ближнем инфракрасном диапазоне космического телескопа NEOWISE и наблюдений системы телескопов панорамного обзора и быстрого реагирования Pan-STARRS диаметр астероида оценивался равным 4,323±0,490 км и 4,2 км. Согласно тем же источникам альбедо оценивается как 0,4126±0,1479, 0,32 и 0,413±0,148.